# جان کاردی
جان کاردی (انگلیسی: John Cardy؛ زاده ۱۹ مارس ۱۹۴۷) یک دانشمند اهل بریتانیا است. او در سال ۲۰۱۰ برنده مدال بولتزمن شد.
وی همچنین برنده جوایزی همچون مدال بولتزمان شده‌است.